# Aeropuerto de Vigo
De Luchthaven van Vigo (IATA: VGO, ICAO: LEVX), (Spaans: Aeropuerto de Vigo) ligt 9 km ten oosten van het stadscentrum van Vigo in de Spaanse autonome gemeenschap Galicië. De luchthaven ligt op een site op gronden van de gemeentes Vigo, Mos en Redondela. De luchthaven is genoegzaam ook bekend met de oude namen van Aeropuerto de Vigo-Peinador en Aeropuerto de Peinador naar de naam van de dichtstbijgelegen wijk, op zijn beurt genoemd naar de toenmalige grootgrondbezitter Enrique Peinador. 
De grootste aanbieders van vluchten zijn Iberia, Air Europa en Vueling Airlines. Ook Ryanair, Air Nostrum en Binter Canarias bedienen de luchthaven. De belangrijkste verbindingen zijn met Madrid en Barcelona, hoewel er ook verschillende vluchten zijn naar Londen, Gran Canaria en Tenerife. In 2023 passeerden 1.136.157 passagiers langs de luchthaven, wat met uitzondering van de topjaren 2007 en 2008 het hoogste aantal in de geschiedenis van de luchthaven was.
Bij aanvliegroute op de header 19 van de landingsbaan 01/19 is er sinds 2018 een Instrument landing system type II/III beschikbaar.

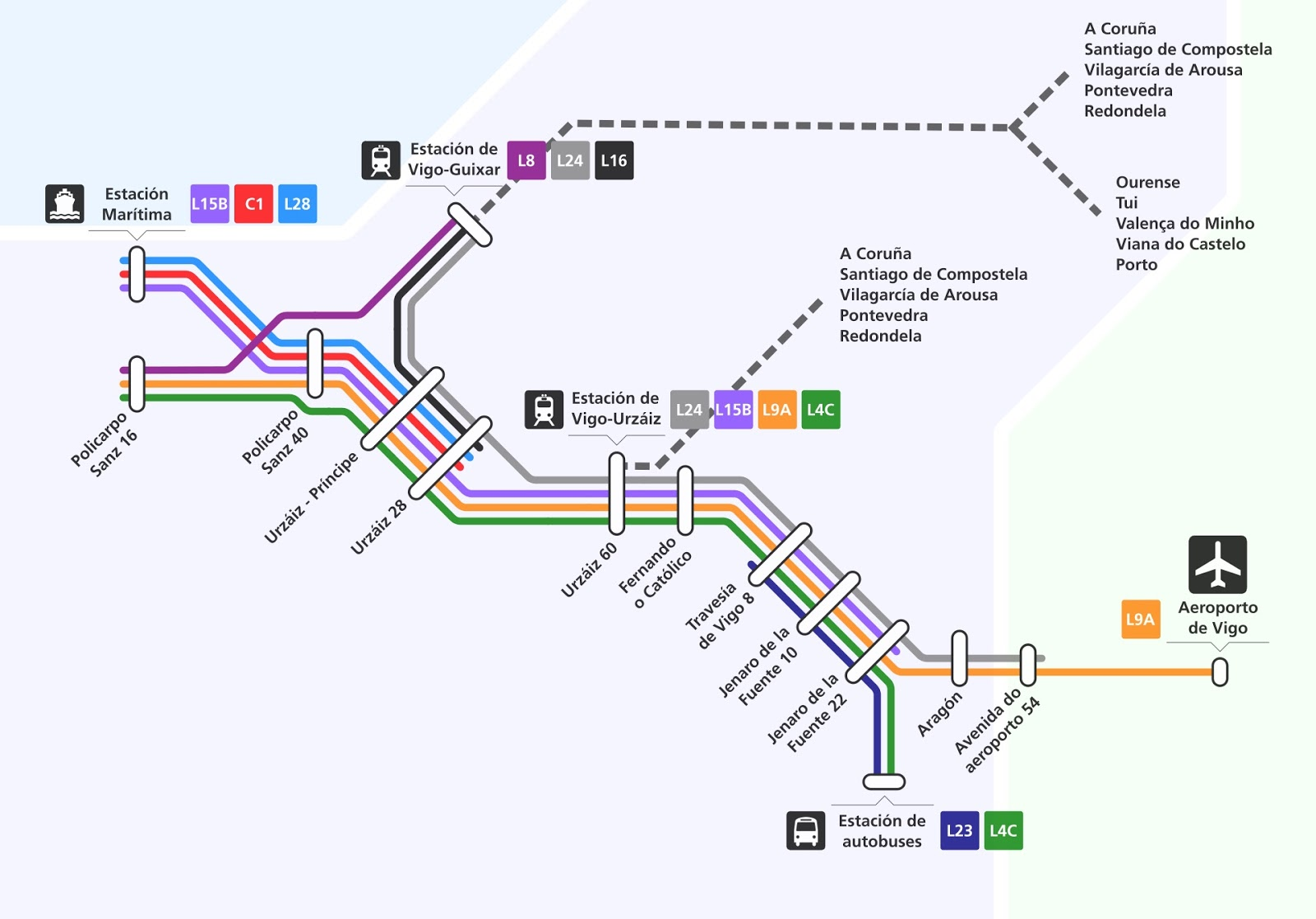
Busnetwerk en overstapmogelijkheden naar andere vervoersmodi waaronder het spoornetwerk

De luchthaven bedient de euregio Galicië-Noord-Portugal waarmee de terminal verbonden is via een netwerk van bus- en treinverbindingen, startend vanaf de L9A-buslijn van Vitrasa die de terminal met het stadscentrum verbindt. De luchthaven is ook goed verbonden met het autosnelwegnetwerk en ligt ook vlak aan het knooppunt Puxeiros van de AP-9 snelweg.

## Geschiedenis
In 1927 werd de Spaanse regering zich bewust van de noodzaak voor een douaneluchthaven in Galicië. Aanvankelijk was de haven van Vigo uitgerust voor watervliegtuigen en werd er een "maritieme luchthaven" gebouwd en in maart 1929 werd begonnen met de exploitatie op het nabijgelegen strand van Cesantes; intussen werd begonnen met de bouw van een grotere luchthaven in het binnenland van Peinador.
Na jaren van bureaucratische strijd en onderhandelingen met de lokale overheid, nam het toenmalige Ministerio del Aire het project volledig op zich en hervatte de bouw in 1947. Na de voltooiing van de luchthaven in 1952 begonnen de operaties op 20 april 1954 met een landingsbaan van 1.500 meter. De oorspronkelijke route naar Madrid werd geëxploiteerd door Iberia met een Douglas DC-3-vliegtuig, maar na een paar maanden droeg Iberia de route over aan Aviaco.
In de jaren 1970, toen het verkeer op de luchthaven groeide, werd een verder ontwikkelingsplan gestart. Dit omvatte de bouw van een nieuwe verkeerstoren in 1973, een nieuwe passagiersterminal in 1974, een onafhankelijke elektriciteitscentrale in 1975 en een uitbreiding van het vliegtuigplatform en de verbreding van de taxibanen voltooid in 1976. Een paar jaar later werd de start- en landingsbaan verlengd zodat vliegtuigen uit de DC-9-serie gebruik konden maken van de luchthaven. Als gevolg hiervan had de luchthaven in november 1981 zijn eerste internationale vlucht naar de luchthaven Parijs-Charles de Gaulle.
Uitbater Aena plande een verder luchthavenontwikkelingsproject waarbij in 2007 parkeerfaciliteiten en een technisch blok werden gegund, en tussen 2008 en 2010 de uitbreiding van de terminal werd opgestart. In 2011 werd de parking met 2.500 parkeerplaatsen in dienst genomen en in 2014 werd de modernisering en uitbreiding van de terminal, waarvan de ruimte van 8.700 naar 22.000 m² werd gebracht voltooid.